# جمال‌الدین وطواط
محمد بن ابراهیم بن یحیی انصاری شهرت‌یافته به جمال‌الدین وطواط (۱۲۳۵ - ۱۳۱۸) ادیب و نویسندهٔ علوم مصری بود. «غُرَرُ الخصائص الواضحة و عُرر النقائص الفاضحة»، «مناهج الفِکَر و مباهج العِبَر» و مجموعه نامه‌ها از آثار اوست.